# Apozicija
Apozicija (lat. appositio, 'prilaganje', 'dodavanje', 'stavljanje pokraj čega') rečenični je dio, odnosno imenica koja pobliže označava drugu imenicu i s njom se slaže u rodu, broju i padežu (za razliku od imenskog atributa). U uobičajenom redu riječi apozicija prethodi imenici koju označuje.
Moj prijatelj Ivan je na poslu.
Miloš, stari moj prijatelj,  još uvijek me posjećuje.
Ja idem s djevojkom Marijom u kino Central.

### Iznimke
Apozicija i imenica koju pobliže označuje ne slažu se uvijek u rodu i broju u određenim imenima. Primjeri:
a) neslaganje u rodu
On živi u gradu (jednina, muški rod) Rijeci (jednina, ženski rod).
b) neslaganje u broju
Ovo smo ljeto proveli u gradu (jednina, muški rod) Vinkovcima (množina, muški rod).
c) neslaganje u rodu i broju
Otišao sam u grad (jednina, muški rod) Vodice (množina, ženski rod).
U nekim se slučajevima apozicija ne slaže s imenicom koju pobliže označuje u padežu. Primjeri:
Bili smo u hotelu (lokativ) Antunović (nominativ).
U kazalištu (lokativ) Gavella (nominativ) održala se predstava za djecu.

## Apozicijski skup
Apozicijski skup je skup riječi koji sačinjava jedna ili više apozicija sa svojim atributima.
Naljepša djevojka Marija bila je ponos sela.
Jedna apozicija može se odnositi na više imenica.
Godine 1671. pogubljeni su hrvatski velikaši Petar Zrinski i Fran Krsto Frankopan.
Ako se apozicija ili apozicijski skup nalaze iza imenice nalazi koju određuje, onda se između imenice i apozicije stavlja zarez.
Onda su Mlečići vladali jedim dijelom Istre, te lijepe zemlje na sinjem moru.
Hej, Jače, ljudino čobanska, što ruješ po tom blatu.